# Howard, Georgia
Howard är en ort i Taylor County i delstaten Georgia, USA.